# Museo Sisàn
Il Museo Sisàn, per esteso Museo Sisan delle tradizioni ornitologiche, ittiche, venatorie del comprensorio gardesano, si trova nella frazione di Cisano (Sisàn in dialetto veronese) del comune di Bardolino, in provincia di Verona, ed è dedicato sia alle specie animali presenti nel Basso Garda sia alle relative tradizioni storiche e attività artigianali che un tempo vi erano diffusamente praticate e che ora vanno rapidamente scomparendo.
Inaugurato il 10 maggio 2009, il museo è suddiviso in sei sezioni:
- Ornitologia e mammologia
- Ittiologia e pesca
- Sagra dei Osei di Cisano "tra passato e presente"
- Cacce ancestrali e loro attrezzature
- Didattica
- Biblioteca, videoteca ed emeroteca.

La realizzazione del museo è basata sul progetto dell'architetto Marco Mamone che ha adeguato l'edificio precedentemente utilizzato come scuola elementare alla nuova destinazione d'uso. La struttura è fornita di numerosi strumenti multimediali interattivi con ampia documentazione multilingue. Gli scopi fondamentali del museo sono la diffusione e la conservazione con mezzi tecnologici moderni delle conoscenze scientifiche, storiche ed economiche connesse all'ambiente naturale gardesano.